# بانکداری زمان

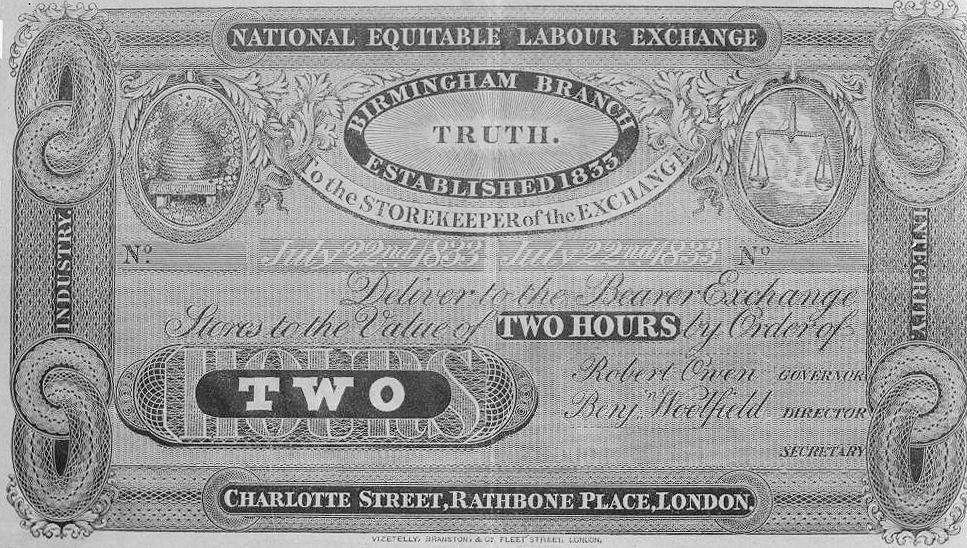
یک نمونه دلار زمانی

بانکداری زمان یکی از سه گونه ارزش گذاری مالی اجتماعی است که مشارکت کنندگان در آن اقدام به دریافت و پرداخت برابر الکترونیکی به نام «دلار زمانی» می‌کنند. دلار زمانی وسیله سنجشی برای تعیین میزان ارزش مالی وقت صرف شده برای انجام یک خدمت است. یا به روشی دیگر می‌توان گفت که بانک زمان روشی برای تبادل خدمات است که در آن از واحد زمان به جای پول استفاده می‌شود.
بانک‌های زمان تاریخچه مفصلی دارند. کارل مارکس به عنوان یک فیلسوف و اقتصاددان چپ، تحت تاثیر ایده‌های آدام اسمیت نظریه ارزش کار را طرح کرد. با این حال اولین بانک زمان مدرن دنیا در سال ۱۹۷۳ در ژاپن و توسط تروکو میزوشیما شکل گرفت و بعدا در دهه پایانی قرن بیستم ادگار کاهن به فرمول‌بندی جدیدی از بانک‌های زمان رسیده و آن را در کتاب «دیگر مردم را دور نیندازیم» منتشر کرد. دهه ۱۹۹۰ دوره اوج بانک‌های زمان بود و در این دوره بانک‌های زمان بانک‌های زمان مختلفی تشکیل شدند که فوریا کیپو ژاپن، ایثاکا اور ایالات متحده و اولین بانک زمان انگلستان در این بازه زمانی تاسیس شدند.
انواع مختلفی از بانک زمان وجود دارند. بر اساس اینکه چه تعدادی از افراد درگیر ارائه یک خدمت هستند و یا اینکه شکل تبادل خدمت و نهادهای درگیر آن از چه نوعی هستند، بانک‌های زمان را می‌توان به انواع مختلفی تقسیم‌بندی کرد.
1. ↑  Collom, Ed. "Engagement of the Elderly in Time Banking:The Potential for Social Capital Generation in an Aging Society" (PDF). University of Southern Maine. pp. ۴.[پیوند مرده]
2. ↑  "Time-based currency". Wikipedia. 2003-11-12. Retrieved 2022-07-20.
3. ↑  "بانک زمان چیست؟". بانک زمان. 2022-06-06. Retrieved 2025-05-07.
4. ↑  "انواع بانک زمان". بانک زمان. 2022-07-11. Retrieved 2022-07-20.